# لوحة بت
لوحة بت هي بنية بيانات مصفوفة بت متخصصة تستخدم عادة في أنظمة الكمبيوتر التي تلعب ألعاب لوحة، حيث تتوافق كل بت مع مساحة لوحة لعبة أو قطعة. وهذا يسمح لعمليات أحادي البت المتوازية لتعيين أو الاستعلام عن حالة اللعبة، أو تحديد التحركات أو اللعب في اللعبة.
البتات في نفس اللوحة ترتبط مع بعضها البعض من خلال قواعد اللعبة، وغالبا ما تشكل موقف اللعبة عندما تؤخذ معا. وتستخدم لوحات بت أخرى عادة كأقنعة لتحويل أو الإجابة على الاستفسارات حول المواقف. اللوحات تنطبق على أي لعبة يتم تمثيل تقدمها من خلال حالة، أو وجود قطع على، مسافات منفصلة من لوحة الألعاب، عن طريق رسم خرائط حالات الفضاء إلى البتات في بنية البيانات. اللوحات هي بديل أكثر كفاءة لتمثيل اللوحة لتمثيل صندوق البريد التقليدي، حيث كل قطعة أو مساحة على اللوحة هي عنصر مصفوفة.
وتكون لوحات بت فعالة بشكل خاص عندما تتناسب البتات المرتبطة بالحالات المختلفة ذات الصلة على اللوحة مع كلمة واحدة أو كلمة مزدوجة من بنية وحدة المعالجة المركزية، بحيث يمكن استخدام مشغلات احاديه الاتجاه مثل AND و OR لبناء أو استعلام حالات اللعبة.
من بين تطبيقات لعبة الكمبيوتر التي تستخدم لوحات بت هي الشطرنج، الداما، العتيلو وألعاب الكلمات. تم استخدام هذا النظام لأول مرة في برامج الداما في الخمسينيات، ومنذ منتصف السبعينيات كان المعيار الفعلي لتمثيل لوحة الألعاب في آلات الكمبيوتر.

## وصف
البتورد ، حقل بت متخصص، هو تنسيق يقوم بتجميع العديد من المتغيرات المنطقية ذات الصلة في نفس كلمة الآلة، وعادة ما تمثل موضعا على لعبة لوحة، أو حالة لعبة. تمثل كل بت مسافة ؛ عندما يكون البت موجباً، تكون خاصية هذا الفراغ صحيحة. تسمح لوحات بت للكمبيوتر بالإجابة على بعض الأسئلة حول حالة اللعبة بعملية أحادية البت. على سبيل المثال، إذا كان برنامج الشطرنج يريد أن يعرف ما إذا كان اللاعب الأبيض لديه أي بيادق في وسط اللوحة (مركز أربعة مربعات) فإنه يمكن فقط مقارنة لوحة بت لبيادق اللاعب مع واحدة لوسط اللوحة باستخدام أحادي البت عملية AND . إذا لم يكن هناك بيادق مركزية فإن النتيجة ستكون جميع بتات الصفر (أي تساوي صفر). قد تمثل لوحات بت متعددة خصائص مختلفة للمساحات على اللوحة، وقد تمثل لوحات بت خاصة أو مؤقتة (مثل المتغيرات المؤقتة) خصائص محلية أو تحمل نتائج مرتبة وسيطة.
يتم تعزيز فعالية لوحات بت من خلال خاصيتين أخريين للتنفيذ. أولاً، لوحات بت سريعة في التحديث التدريجي، مثل قلب البتات في الموضع المصدر والوجهة في لوحة بت لموقع القطعة عندما يتم تحريك القطعة. ثانياً، الصور النقطية التي تمثل خصائص ثابتة مثل جميع المساحات التي يتم مهاجمتها من قبل كل نوع قطعة لكل موقع على رقعة الشطرنج يمكن رتبها مسبقاً وتخزينها في جدول، بحيث يمكن الإجابة على سؤال مثل «ما هي الحركات القانونية للفارس على الفضاء e4؟» من خلال الحصول على ذاكرة واحدة.
تستفيد تطبيقات بيتفيلد من وجود الكلمة الكاملة (32 بت أو 64 بت) العمليات المنطقية أحادية البت مثل AND أو OR أو NOT وغيرها على بنية وحدة المعالجة المركزية الحديثة من أجل أن تكون فعالة. قد لا تكون لوحات اللوح فعالة في معماريات الحواسيب الصغيرة 8 و 16 بت والمعالجات الدقيقة السابقة.